# Pozsonyivánka
Pozsonyivánka (1900-ig Iványi, szlovákul Ivanka pri Dunaji) község  Szlovákiában, a Pozsonyi kerületben, a Szenci járásban. Papfa tartozik hozzá.

## Fekvése
Pozsonytól 8 km-re északkeletre fekszik.
Pozsonyivánka területe két kataszteri területre oszlik:
- Pozsonyivánka (Ivanka pri Dunaji) – 7,810 km²
- Papfa (Farná) – 6,447 km²

## Története
A régészeti leletek tanúsága szerint területén már a kőkorszakban, az i. e. 4. évezredben is éltek emberek. Az i. e. 3500 körüli időből a lengyeli kultúra, a 2800 körüli időből a badeni kultúra cserépmaradványai kerültek elő. Az i. e. 1850 körüli időből a korai bronzkorból a snúrovi kultúra nyitrai típusának emlékeit találták meg. A település északnyugati határából az i. e. 1200 körüli időből származó településmaradványokat találtak. A 4. századból bronz Merkúr-szobrocska került elő.
Pozsonyivánkát 1209-ben II. András király adománylevelében "Iwand" néven említik először, melyben Szentgyörgyöt, Ivándot, Cseklészt és Éberhárdot a bolgárok elleni harcokban tett szolgálataiért a Hont-Pázmány nembeli Tamásnak adja. Mai településrésze, Papfalva kezdetben a pozsonyi prépostsághoz és káptalanhoz tartozott. 1290-ben "Popfolva" néven említik. A két települést 1932-ben egyesítették. Pozsonyivánka az 1324-es tizedjegyzékben "Terra Iwan" alakban tűnik fel, ekkor már állt temploma és plébániája is.
Egykor a Szentgyörgyi grófok birtoka volt. A 16. században Serédy Gáspár lett a birtokosa, majd Amadé Lénárt, Maholányi Tamás özvegye és Jeszenák János a birtokosai. Amadé Lénárt 1640-ben vadászkastélyt építtetett ide, melyet később rokokó stílusban építettek át. A falu északi részén levő erdős területből szép barokk kastélyparkot építettek.
A 18. század közepén az ivánkai uradalmat Grassalkovich Antal vásárolta meg, aki a kastély mellé több gazdasági épületet is emeltetett. Ekkor épült fel az egyházi iskola is, amely egészen 1928-ig, az új iskola felépültéig működött. Grassalkovich fia, II. Antal idején fellendült a társasági élet a kastélyban. Ekkor épült fel a muzsikaház is. A Grassalkovichok 1841-ig voltak az uradalom birtokosai, 1842-ben Obrenovics Mihály szerb herceg vásárolta meg, aki 1858-ig volt a birtokosa. 1856-ban nagy tűzvész pusztított a településen, melyben a templom is súlyosan megrongálódott, tornyát újjá kellett építeni. Obrenovics Mihály halála után az ivánkai uradalmat a Kéthelyi Hunyadi család szerezte meg; a tulajdonos felesége, Júlia Erzsébet királyné udvarhölgye volt. A grófnő gazdag adományokkal látta el a templomot is. 1916-ban bekövetkezett halála után fia lett a birtokos, majd 1943-ban a jezsuiták vásárolták meg.
Vályi András szerint „IVÁNYI. Ivánka. Elegyes lakosú portális helység Posony Várm. földes Ura H. Grasalkovich Uraság, lakosai katolikusok, fekszik nap kel. Cseklésznek, ész. Prátsának szomszédságokban, Posonyhoz 1 1/2 mértföldnyire, híresíti a’ földes Uraságnak igen gyönyörű kastéllya, melly kedves, és Hertzegi mulató helyet szolgáltat, ékesítik a’ körűlötte lévő épűletek, és a’ ritka szépségű Hertzegi kert, mellyben külömbféle mulatsági épűletetskék is vannak, nevezetes bé kerített szigettye is van itt az Uraságnak, melly vadakkal gazdag, és mulatsági kelyekkel ékesíttetett, a’ két Dunának folyása között határja 3 nyomásbéli, közép termékenységű, kevés réttyei jók, piatzok Posonyban van, holott vagyonnyaikat jó áron el adhattyák.”
Fényes Elek szerint „Ivánka, (Iványi), tót falu, Pozsony vgyében, fekszik Pozsonyhoz 1 1/2 órányira, Cséklészhez 1 fertály óra járásra, a kis Duna bal partján, kies erdőktől, kertektől, mezőségtől körülvétetve: 484 kath., 10 evang. lak., kath. paroch. templommal, egy nagy kastélylyal és kerttel. Nézésre méltó az idevaló plébánosnak gyümölcsös kertje, melly több százféle nemes fajtáju alma, körtvély, baraczkfákkal dicsekedhetik, s honnan több ezer oltó-ágakat hordanak el mindenfelé a környékbe. F. u. h. Grasalkovich örökösök.”
A trianoni békeszerződésig Pozsony vármegye Pozsonyi járásához tartozott.

## Népessége
| Év:            | 1994. | 2004.    | 2014.    | 2024.    |
| -------------- | ----- | -------- | -------- | -------- |
| Emberek száma: | 4589  | 5402     | 6245     | 7247     |
| Eltérés:       |       | +17,71 % | +15,60 % | +16,04 % |

| Év:            | 2023. | 2024.   |
| -------------- | ----- | ------- |
| Emberek száma: | 7172  | 7247    |
| Eltérés:       |       | +1,04 % |

1880-ban 625 lakosából 461 szlovák, 79 magyar, 53 német anyanyelvű, 2 idegen és 30 csecsemő volt. Ebből 608 római katolikus, 13 zsidó és 4 evangélikus vallású. Papfa 441 lakosából 390 szlovák, 17 német, 16 magyar, 1 ruszin anyanyelvű és 17 csecsemő. Ebből 433 római katolikus, 6 zsidó és 2 evangélikus vallású volt.
1890-ben 712 lakosából 134 magyar és 537 szlovák anyanyelvű volt.
1900-ban 799 lakosából 111 magyar és 643 szlovák anyanyelvű volt.
1910-ben 878 lakosából 575 szlovák, 254 magyar, 34 német, 2 horvát és 13 egyéb anyanyelvű. Papfa 629 lakosából 453 szlovák, 158 magyar és 18 német anyanyelvű volt.
1921-ben 994 lakosából 59 magyar és 918 csehszlovák volt. Papfán 68 magyar és 669 csehszlovák élt.
1930-ban 2447 lakosából 181 magyar és 2214 csehszlovák volt.
1970-ben 4815 lakosából 60 magyar és 4665 szlovák volt.
1980-ban 5864 lakosából 91 magyar és 5663 szlovák volt.
1991-ben 4716 lakosából 61 magyar és 4583 szlovák volt.
2001-ben 4989 lakosából 41 magyar és 4753 szlovák volt.
2011-ben 5901 lakosából 5101 szlovák, 45 magyar, 35 cseh, 9 ukrán, 8-8 ruszin és bolgár, 7 német, 5 morva, 3 horvát, 2-2 cigány, lengyel és zsidó, 1 szerb, 39 egyéb, illetve 634 ismeretlen nemzetiségű.
2021-ben 6971 lakosából 68 magyar, 6213 szlovák, 9 ruszin, 1 cigány, 199 egyéb és 481 ismeretlen nemzetiségű volt.

## Neves személyek
- Itt hunyt el 1919-ben repülőszerencsétlenségben Milan Rastislav Štefánik politikus, diplomata és csillagász, a szlovák történelem jelentős alakja.
- Itt hunyt el 1901-ben Hunyady Kálmán főrendiházi politikus, főszertartásmester, lovassági tábornok, a Hunyady család tagja.
- Itt temették el Grassalkovich II. Antalt (Pest, 1734 – Bécs, 1794). Részben Pozsony közelsége miatt kedvenc rezidenciája, ahol idényszínházat és gyönyörű kertet tart fenn.

## Nevezetességei

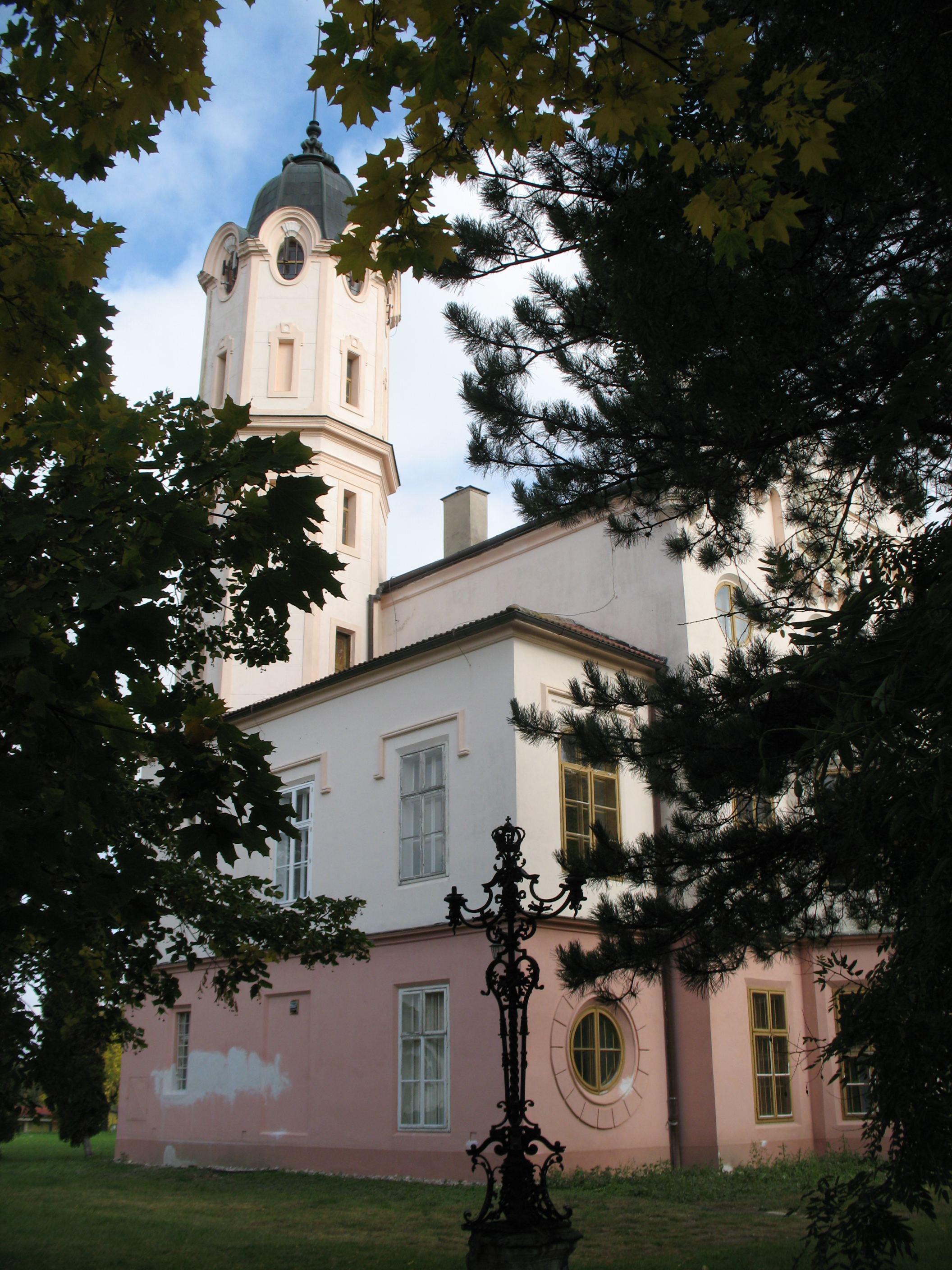
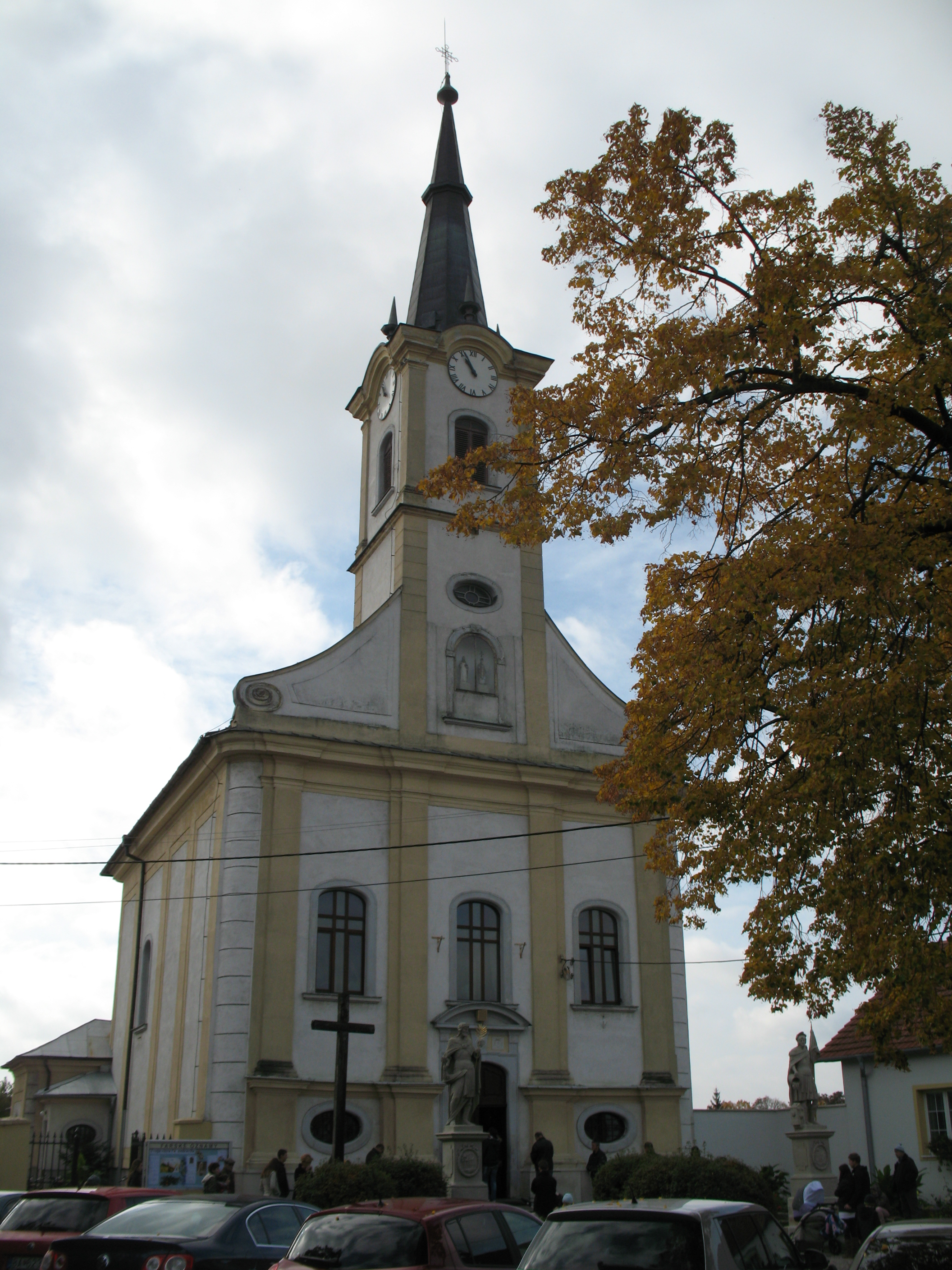
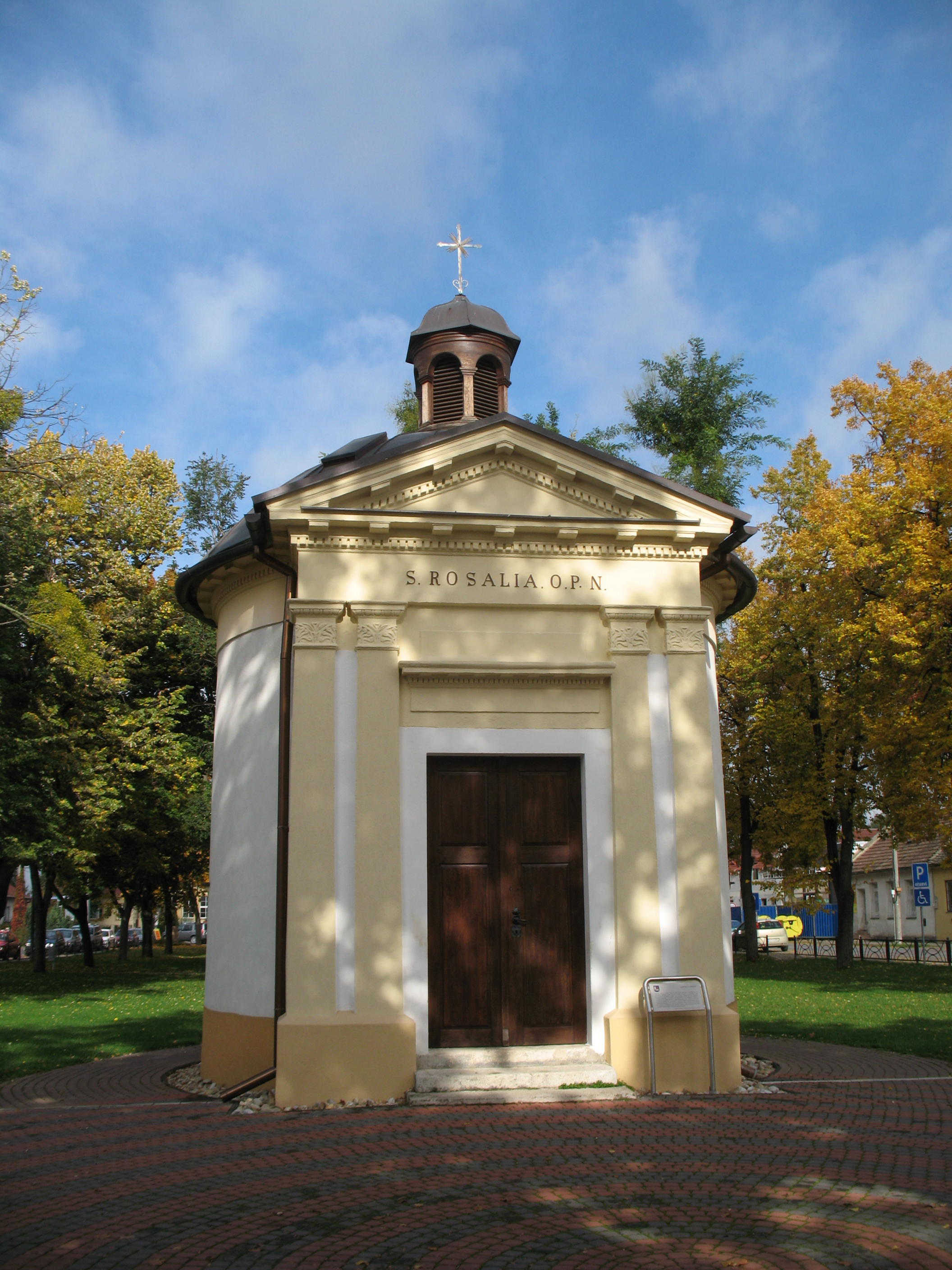
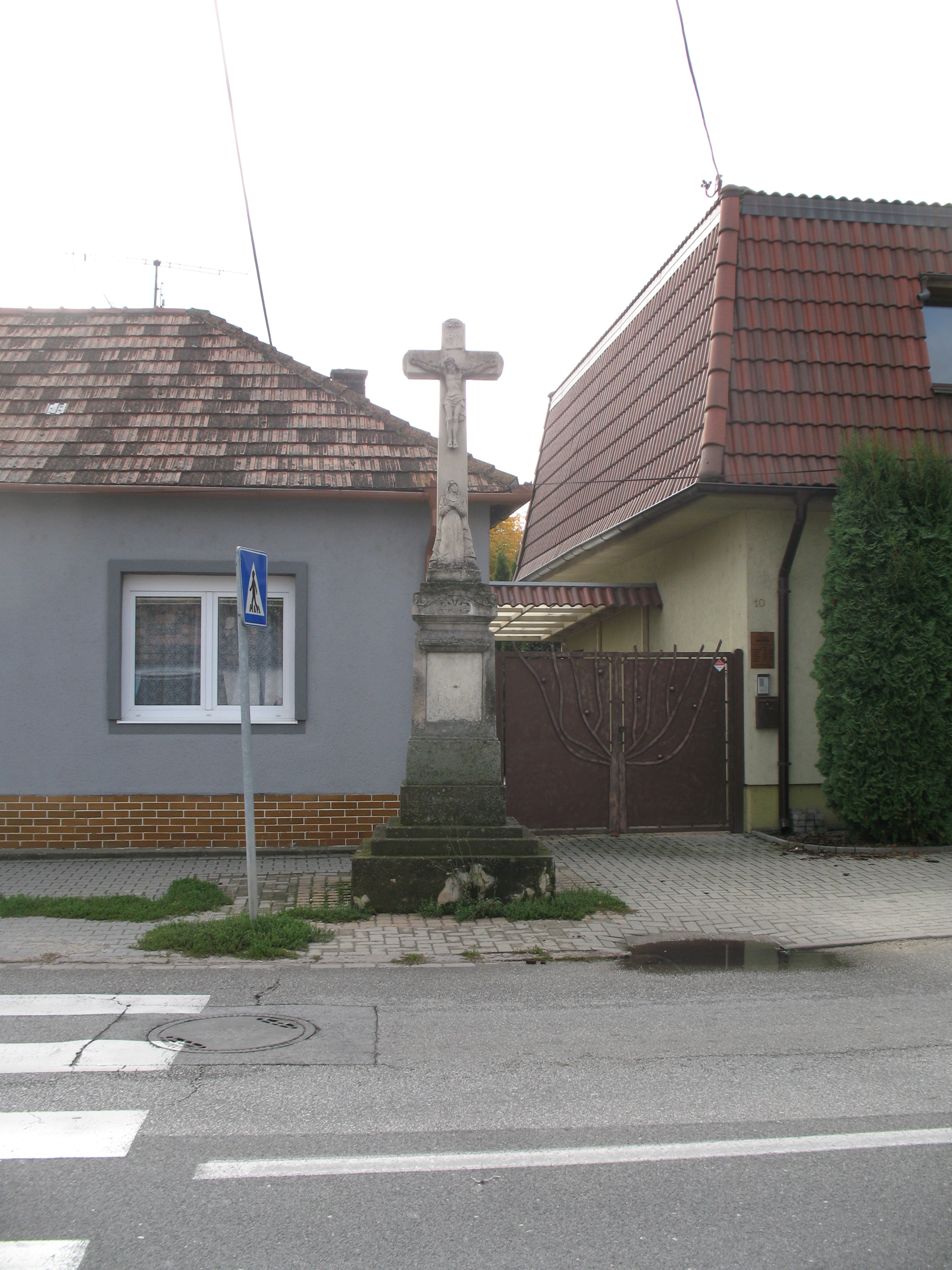
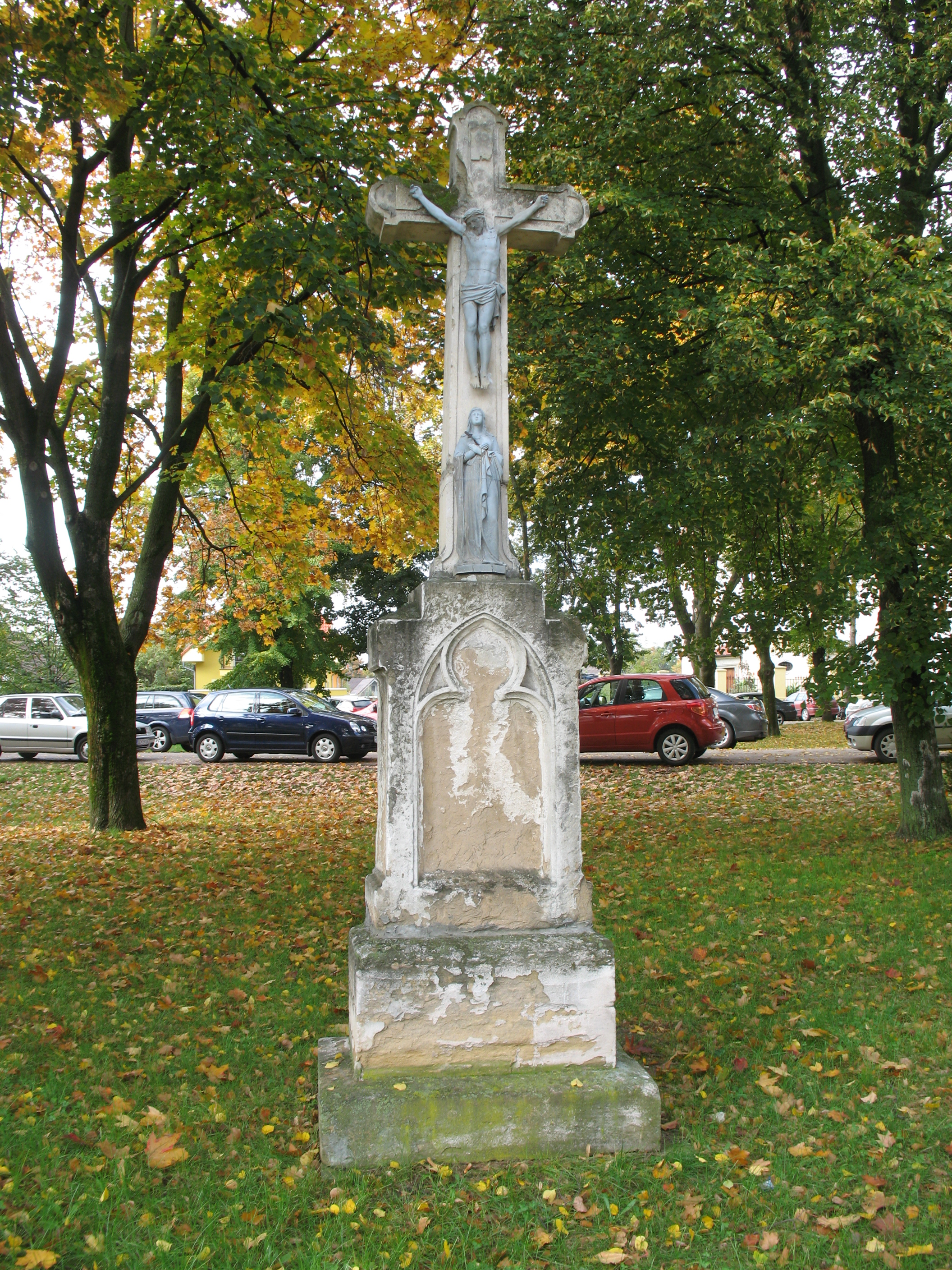
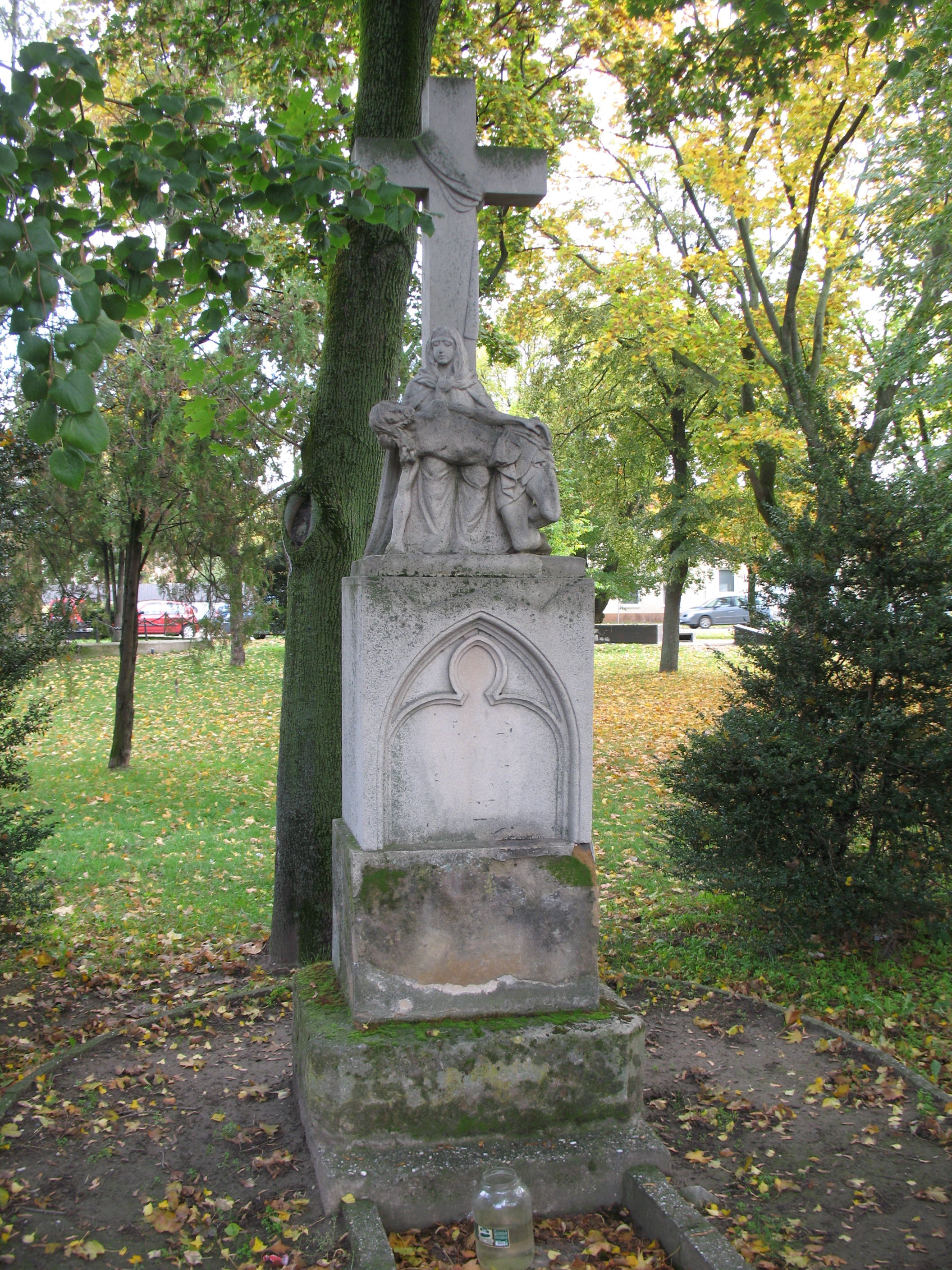
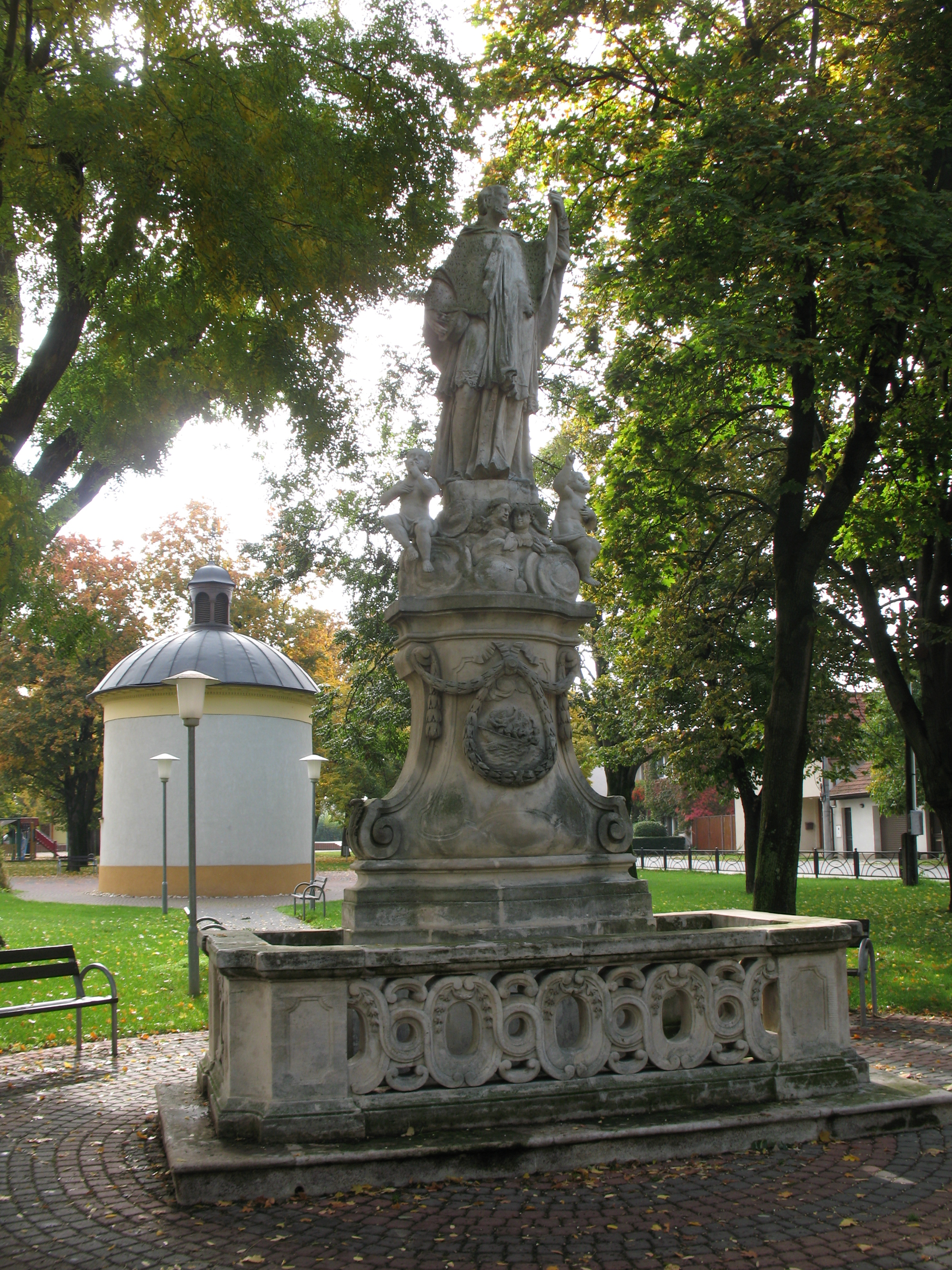

- A Grassalkovich-kastély eredetileg 17. századi, a 18. század második felében rokokó stílusban, majd a 19. század végén neogótikus stílusban építették át.
- Keresztelő Szent Jánosnak szentelt római katolikus temploma valószínűleg a régebbi templom alapjaira épült 1770 és 1772 között.
- Nepomuki Szent János szobra 1777-ben készült.
- A Szent Rozália kápolna 1832-ben, az előző évi nagy kolerajárvány után épült.
- 18. századi harangláb.
- Milan Rastislav Štefánik tábornok síremléke.